# Festuca hedgei
Festuca hedgei là một loài thực vật có hoa trong họ Hòa thảo. Loài này được (Bor) E.B.Alexeev mô tả khoa học đầu tiên năm 1977.